# Bryan Bentaberry
Bryan Bentaberry (n. Montevideo; 21 de enero de 1997) es un futbolista uruguayo. Juega de defensa y su equipo actual es Mushuc Runa Sporting Club de la Serie A de Ecuador.

## Trayectoria
Comenzó su carrera en las formativas de Danubio Fútbol Club, fue promovido al primer equipo en 2017 donde estuvo en la banca de suplentes pero no llegó a debutar; en 2018 fue cedido al club Villa Española donde debutó en el fútbol profesional, esta vez en la Segunda División Profesional de Uruguay, tras finalizar el préstamo regresó a Danubio y no renovó su vínculo quedando en condición de agente libre.
En 2019 jugó por dos temporadas en el Club Atlético Cerro, en 2021 en Progreso y en 2022 en Cerro Largo, todos equipos de la Primera División de Uruguay. En 2023 tuvo su primera experiencia en el fútbol internacional fichando por el Bolívar de La Paz, club de la Primera División boliviana, tras consolidarse como un titular fijo y disputar un total de 42 partidos en el año renueva contrato con el club. A mitad de 2024 se marcha de regreso a Uruguay para jugar en Liverpool Fútbol Club.
En 2025 fue anunciado como refuerzo de Mushuc Runa Sporting Club de la Serie A de Ecuador.

## Estadísticas

### Clubes
Actualizado al último partido disputado el 19 de agosto de 2025.
| Danubio F. C. · Uruguay     | 1.ª                 | 2017                | 0   | 0 | —  | — | —  | — | 0   | 0 |
| Danubio F. C. · Uruguay     | Total club          | Total club          | 0   | 0 | 0  | 0 | 0  | 0 | 0   | 0 |
| Villa Española · Uruguay    | 2.ª                 | 2018                | 8   | 0 | —  | — | —  | — | 8   | 0 |
| Villa Española · Uruguay    | Total club          | Total club          | 8   | 0 | 0  | 0 | 0  | 0 | 8   | 0 |
| C. A. Cerro · Uruguay       | 1.ª                 | 2019                | 1   | 0 | —  | — | —  | — | 1   | 0 |
| C. A. Cerro · Uruguay       | 1.ª                 | 2020                | 25  | 0 | —  | — | —  | — | 25  | 0 |
| C. A. Cerro · Uruguay       | Total club          | Total club          | 26  | 0 | 0  | 0 | 0  | 0 | 26  | 0 |
| C. A. Progreso · Uruguay    | 1.ª                 | 2021                | 21  | 1 | —  | — | —  | — | 21  | 1 |
| C. A. Progreso · Uruguay    | Total club          | Total club          | 21  | 1 | 0  | 0 | 0  | 0 | 21  | 1 |
| Cerro Largo F. C. · Uruguay | 1.ª                 | 2022                | 27  | 0 | —  | — | —  | — | 27  | 0 |
| Cerro Largo F. C. · Uruguay | Total club          | Total club          | 27  | 0 | 0  | 0 | 0  | 0 | 27  | 0 |
| Bolívar · Bolivia           | 1.ª                 | 2023                | 20  | 0 | 12 | 0 | 10 | 0 | 42  | 0 |
| Bolívar · Bolivia           | 1.ª                 | 2024                | 1   | 0 | —  | — | —  | — | 1   | 0 |
| Bolívar · Bolivia           | Total club          | Total club          | 21  | 0 | 12 | 0 | 10 | 0 | 43  | 0 |
| Liverpool F. C. · Uruguay   | 1.ª                 | 2024                | 16  | 0 | —  | — | —  | — | 16  | 0 |
| Liverpool F. C. · Uruguay   | Total club          | Total club          | 16  | 0 | 0  | 0 | 0  | 0 | 16  | 0 |
| Mushuc Runa S. C. · Ecuador | 1.ª                 | 2025                | 18  | 0 | 0  | 0 | 8  | 1 | 26  | 1 |
| Mushuc Runa S. C. · Ecuador | Total club          | Total club          | 18  | 0 | 0  | 0 | 8  | 1 | 26  | 1 |
| Total en su carrera         | Total en su carrera | Total en su carrera | 137 | 1 | 12 | 0 | 18 | 1 | 167 | 2 |
| 1. 2.                       |                     |                     |     |   |    |   |    |   |     |   |

## Palmarés

### Campeonatos nacionales
| Título                          | Club    | País    | Año  |
| ------------------------------- | ------- | ------- | ---- |
| Copa de la División Profesional | Bolívar | Bolivia | 2023 |